# Mistrz Graduału łęczyckiego
Mistrz Graduału łęczyckiego – anonimowy iluminator aktywny w Małopolsce, głównie w Krakowie w 3 ćwierci XV wieku.
Nie jest znane jego pochodzenie ani przybliżone daty urodzenia i śmierci. Jedna z hipotez identyfikuje Mistrza Graduału łęczyckiego z królewskim iluminatorem Stanisławem Durinkiem. Przemawia za tym podobny okres działalności obu artystów (Durnik notowany jest od 1443 roku do śmierci w 1492) oraz ich powiązanie ze środowiskiem wawelskim.

## Twórczość
Twórczość krakowskiego mistrza dotrwała w bardzo szczątkowej formie. Jest on autorem kilku iluminacji znajdujących się na kartach pierwszej części dwutomowego antyfonarza Antiphonarium de Sanctis katedry wawelskiej, fundacji pośmiertnej kanonika Adama z Będkowa oraz kilkunastu iluminacji znanych jedynie z fotografii pochodzących z wielkiego, czteroczęściowego Graduału łęczyckiego ufundowanego w 1467 roku przez kanonika, Mikołaja Hymbira (Imbira) z Kiszewa dla kolegiaty w Tumie pod Łęczycą a przepisanego przez skrybę-kaligrafa Mikołaja Szeteszę (Setesza). Od miejsca przeznaczenia rękopisu mistrz krakowski zawdzięcza swój przydomek; sam rękopis uległ zniszczeniu podczas pożaru w 1944 roku. Ponadto, Mistrzowi Graduału łęczyckiego lub jego warsztatowi przypisuje się autorstwo iluminacji w Antyfonarzu katedralnym nr 53 KP oraz w księgach liturgicznych dla królewskiej kaplicy Trójcy Św. na Wawelu i w mszale fundacji Adama z Będkowa dla kościoła Mariackiego.

## Technika
Mistrz Graduału łęczyckiego tworzył w indywidualnym stylu, którego ewolucję można obserwować, porównując miniatury św. Andrzeja z Antyfonarza Adama z Będkowa i Boga jako władcę świata z Graduału łęczyckiego. Obie prace dzieli kilkanaście lat. Główną rolę w iluminacjach Mistrza odgrywa nieśmiałe jeszcze wykorzystanie oświetlenia. Według Barbary Miodońskiej: 

Modelunek o głębokim reliefie osiąga w załomach draperii szat św. Andrzeja łagodne, jakby metaliczne lśnienia, przywodzące na myśl technikę wczesnych miedziorytów. Nowość stanowi próba przeprowadzenia konsekwentnego, jednokierunkowego oświetlenia poprzez zanurzenie postaci w cień oraz stopniowanie natężenia koloru szat od tonów żółto seledynowych, przez oliwkowe, do intensywnie zielonych i szarych. Po raz pierwszy wyrażone zainteresowanie światłem ukierunkowanym, a nie jednolicie rozproszonym, jako czynnikiem kształtującym formę, może być rezultatem wpływu wczesnych miedziorytów docierających do Krakowa z obszaru Cesarstwa Niemieckiego.

 W Graduale łęczyckim znajduje się iluminacja przedstawiająca scenkę Zwiastowanie pasterzom, która jako jedyna nie została namalowana na bieli pergaminu i w której artysta ukazuje głęboki krajobraz z pasterzami pod Betlejem, co może sugerować jego znajomość pejzażu franko-flamandzkiego z połowy XV wieku.